# Медвеженское сельское поселение (Воронежская область)
Медвеженское сельское поселение — муниципальное образование в Семилукском районе Воронежской области.
Административный центр — село Медвежье.
Численность населения 730 человек (2007 год).

## География
Поселение расположено в северо-западной части Семилукского района. Площадь 5808 га. Поселение пересекают реки Трещевка и Камышевка.

## История
Во время Великой Отечественной войны в лесу близ Медвежья был лагерь военнопленных. 9 мая 1991 года за памятником Павших Воинов прошло торжественное захоронение останков.

## Административное деление
На территории поселения находятся следующие населённые пункты:
| Название                   | Тип населённого пункта | Население (2007 год) |
| -------------------------- | ---------------------- | -------------------- |
| Медвежье                   | Село                   | 417                  |
| Каверье                    | Село                   | 160                  |
| Красный                    | Хутор                  | 9                    |
| Приволье                   | Село                   | 55                   |
| Раздолье                   | Село                   | 76                   |
| Русско-Гвоздёвские Выселки | Село                   | 13                   |